# Discografia de Nickelback
Este anexo lista a discografia da banda Nickelback.

## Álbuns

### Álbuns de estúdio
| Ano  | Detalhes dos álbuns                                                                                          | Posições nos gráficos | Posições nos gráficos | Posições nos gráficos | Posições nos gráficos | Posições nos gráficos | Posições nos gráficos | Posições nos gráficos | Posições nos gráficos | Posições nos gráficos | Posições nos gráficos | Posições nos gráficos | Posições nos gráficos | Posições nos gráficos | Posições nos gráficos | Posições nos gráficos | Posições nos gráficos | Certificações (Vendas)                      |
| Ano  | Detalhes dos álbuns                                                                                          | CAN                   | EUA                   | AUS                   | AUT                   | DEN                   | FIN                   | FRA                   | IRL                   | ITA                   | HOL                   | NOR                   | NZ                    | POR                   | SWE                   | SUI                   | R.U.                  | Certificações (Vendas)                      |
| ---- | --- | --------------------- | --------------------- | --------------------- | --------------------- | --------------------- | --------------------- | --------------------- | --------------------- | --------------------- | --------------------- | --------------------- | --------------------- | --------------------- | --------------------- | --------------------- | --------------------- | ------------------------------------------- |
| 1996 | Curb - Lançado: Setembro de 1996 - Gravadora: Auto-lançado - Formatos: CD, LP, CS                            | —                     | 182                   | —                     | —                     | —                     | —                     | —                     | —                     | —                     | —                     | —                     | —                     | —                     | —                     | 72                    | 185                   |                                             |
| 2000 | The State - Lançado: 7 de Março de 2000 - Gravadora: Roadrunner (#8586) - Formatos: CD, LP, CS               | —                     | 130                   | —                     | —                     | —                     | —                     | —                     | —                     | —                     | —                     | —                     | —                     | —                     | —                     | —                     | 128                   | - EUA: Platina                              |
| 2001 | Silver Side Up - Lançado: 11 de Setembro de 2001 - Gravadora: Roadrunner (#8485) - Formatos: CD, LP, CS      | 1                     | 2                     | 5                     | 1                     | 4                     | 8                     | 15                    | 1                     | 10                    | 15                    | 13                    | 1                     | —                     | 2                     | 4                     | 1                     | - EUA: 6× Platina                           |
| 2003 | The Long Road - Lançado: 23 de Setembro de 2003 - Gravadora: Roadrunner (#8400) - Formatos: CD, LP, CS       | 1                     | 6                     | 4                     | 4                     | 16                    | —                     | 39                    | 9                     | 11                    | 11                    | 38                    | 3                     | 29                    | 27                    | 4                     | 5                     | - EUA: 3× Platina                           |
| 2005 | All the Right Reasons - Lançado: 4 de Outubro de 2005 - Gravadora: Roadrunner (#8300) - Formatos: CD, LP, CS | 1                     | 1                     | 2                     | 7                     | 32                    | 32                    | 67                    | 4                     | 31                    | 20                    | —                     | 1                     | —                     | 22                    | 4                     | 2                     | - EUA: 8× Platina                           |
| 2008 | Dark Horse - Lançado: 18 de Novembro de 2008 - Gravadora: Roadrunner (#8028) - Formatos: CD, LP              | 1                     | 2                     | 3                     | 5                     | 37                    | —                     | —                     | 19                    | 35                    | 25                    | —                     | —                     | —                     | 9                     | 5                     | 4                     | - RU: Platina                               |
| 2011 | Here and Now - Lançado: 21 de Novembro de 2011 - Gravadora: Roadrunner - Formato: CD                         | 1                     | 2                     | 1                     | 3                     | —                     | —                     | —                     | 26                    | —                     | 19                    | —                     | 7                     | —                     | —                     | 2                     | 10                    | - CAN: 2× Platina - RU: Ouro - AUS: Platina |
| 2014 | No Fixed Address - Lançado: 14 de Novembro de 2014 - Gravadora: Republic Records - Formato: CD               | 2                     | 1                     | 3                     | 4                     | 24                    | 31                    | 90                    | —                     | 18                    | 48                    | 8                     | 12                    | —                     | 14                    | 3                     | 12                    | - AUS: Ouro                                 |

### Coletâneas
| Ano  | Detalhes do álbum                                                                                 |
| ---- | ------------------------------------------------------------------------------------------------- |
| 2003 | Three-Sided Coin - Lançado: 21 de Maio de 2003 - Gravadora: Roadrunner (RRCY-29032) - Formato: CD |

### EPs
| Ano  | Detalhes do álbum                                                       |
| ---- | ----------------------------------------------------------------------- |
| 1996 | Hesher - Lançado: Março de 1996 - Gravadora: Auto-lançado - Formato: CD |

## Singles
| Ano  | Canção                       | Posições nos gráficos | Posições nos gráficos | Posições nos gráficos | Posições nos gráficos | Posições nos gráficos | Posições nos gráficos | Posições nos gráficos | Posições nos gráficos | Posições nos gráficos | Posições nos gráficos | Posições nos gráficos | Posições nos gráficos | Posições nos gráficos | Posições nos gráficos | Posições nos gráficos | Posições nos gráficos | Posições nos gráficos | Álbum                 |
| Ano  | Canção                       | EUA                   | EUA Main.             | EUA Mod.              | CAN                   | AUS                   | AUT                   | DIN                   | FIN                   | FRA                   | IRE                   | ITA                   | HOL                   | NOR                   | NZ                    | SUE                   | SUI                   | RU                    | Álbum                 |
| ---- | ---------------------------- | --------------------- | --------------------- | --------------------- | --------------------- | --------------------- | --------------------- | --------------------- | --------------------- | --------------------- | --------------------- | --------------------- | --------------------- | --------------------- | --------------------- | --------------------- | --------------------- | --------------------- | --------------------- |
| 1996 | "Fly"                        | —                     | —                     | —                     | —                     | —                     | —                     | —                     | —                     | —                     | —                     | —                     | —                     | —                     | —                     | —                     | —                     | —                     | Curb                  |
| 2000 | "Leader of Men"              | —                     | 8                     | 21                    | —                     | —                     | —                     | —                     | —                     | —                     | —                     | —                     | —                     | —                     | —                     | —                     | —                     | —                     | The State             |
| 2000 | "Old Enough"                 | —                     | 24                    | —                     | —                     | —                     | —                     | —                     | —                     | —                     | —                     | —                     | —                     | —                     | —                     | —                     | —                     | —                     | The State             |
| 2000 | "Breathe"                    | —                     | 10                    | 21                    | —                     | —                     | —                     | —                     | —                     | —                     | —                     | —                     | —                     | —                     | —                     | —                     | —                     | —                     | The State             |
| 2000 | "Worthy to Say"              | —                     | —                     | —                     | —                     | —                     | —                     | —                     | —                     | —                     | —                     | —                     | —                     | —                     | —                     | —                     | —                     | —                     | The State             |
| 2001 | "How You Remind Me"          | 1                     | 1                     | 1                     | 1                     | 2                     | 1                     | 1                     | 18                    | 11                    | 1                     | 14                    | 17                    | 4                     | 4                     | 4                     | 3                     | 4                     | Silver Side Up        |
| 2001 | "Too Bad"                    | 42                    | 1                     | 6                     | 1                     | —                     | 26                    | —                     | —                     | —                     | 6                     | —                     | 41                    | —                     | —                     | —                     | 48                    | 9                     | Silver Side Up        |
| 2002 | "Never Again"                | 124                   | 1                     | 24                    | 1                     | —                     | —                     | —                     | —                     | —                     | 38                    | —                     | —                     | —                     | —                     | —                     | —                     | 30                    | Silver Side Up        |
| 2003 | "Someday"                    | 7                     | 2                     | 4                     | 1                     | 4                     | 11                    | —                     | —                     | 61                    | 18                    | 9                     | 38                    | —                     | 9                     | 35                    | 14                    | 6                     | The Long Road         |
| 2004 | "Figured You Out"            | 65                    | 1                     | 4                     | 1                     | 10                    | —                     | —                     | —                     | —                     | —                     | —                     | —                     | —                     | —                     | —                     | —                     | —                     | The Long Road         |
| 2004 | "Feelin' Way Too Damn Good"  | 48                    | 3                     | 23                    | 2                     | 40                    | —                     | —                     | —                     | —                     | —                     | —                     | 61                    | —                     | —                     | —                     | —                     | 39                    | The Long Road         |
| 2004 | "Because of You"             | —                     | —                     | 7                     | 3                     | —                     | —                     | —                     | —                     | —                     | —                     | —                     | —                     | —                     | —                     | —                     | —                     | —                     | The Long Road         |
| 2004 | "See You at the Show"        | —                     | —                     | —                     | —                     | —                     | —                     | —                     | —                     | —                     | —                     | —                     | —                     | —                     | —                     | —                     | —                     | —                     | The Long Road         |
| 2005 | "Photograph"                 | 2                     | 1                     | 3                     | 1                     | 3                     | 10                    | —                     | —                     | —                     | 24                    | 37                    | 16                    | —                     | 4                     | 40                    | 27                    | 18                    | All the Right Reasons |
| 2005 | "Animals"                    | 97                    | 1                     | 16                    | —                     | 27                    | —                     | —                     | —                     | —                     | —                     | —                     | —                     | —                     | —                     | —                     | —                     | —                     | All the Right Reasons |
| 2006 | "Savin' Me"                  | 19                    | 11                    | 29                    | 1                     | 18                    | 43                    | —                     | —                     | —                     | 47                    | —                     | 81                    | —                     | 9                     | —                     | 82                    | 77                    | All the Right Reasons |
| 2006 | "Far Away"                   | 8                     | —                     | —                     | 1                     | 2                     | 22                    | —                     | —                     | —                     | 17                    | —                     | 31                    | —                     | 2                     | 51                    | 41                    | 40                    | All the Right Reasons |
| 2006 | "Rockstar"                   | 6                     | 4                     | 37                    | 13                    | —                     | 5                     | 32                    | —                     | —                     | 2                     | —                     | 14                    | —                     | —                     | 10                    | 14                    | 2                     | All the Right Reasons |
| 2006 | "If Everyone Cared"          | 17                    | 37                    | —                     | 2                     | 32                    | 12                    | —                     | —                     | —                     | —                     | —                     | 99                    | —                     | —                     | —                     | 19                    | —                     | All the Right Reasons |
| 2007 | "Side of a Bullet"           | —                     | 7                     | —                     | —                     | —                     | —                     | —                     | —                     | —                     | —                     | —                     | —                     | —                     | —                     | —                     | —                     | —                     | All the Right Reasons |
| 2008 | "Gotta Be Somebody"          | 10                    | 9                     | 10                    | 4                     | 14                    | 10                    | —                     | —                     | —                     | —                     | —                     | 14                    | —                     | 24                    | 12                    | 19                    | 20                    | Dark Horse            |
| 2008 | "Something in Your Mouth"    | 96                    | 10                    | 40                    | 56                    | —                     | —                     | —                     | —                     | —                     | —                     | —                     | —                     | —                     | —                     | —                     | —                     | —                     | Dark Horse            |
| 2008 | "If Today Was Your Last Day" | 23                    | 32                    | —                     | 7                     | 36                    | —                     | —                     | —                     | —                     | —                     | —                     | —                     | —                     | —                     | —                     | 41                    | 79                    | Dark Horse            |
| 2009 | "I'd Come for You"           | 44                    | —                     | —                     | 53                    | 22                    | 37                    | —                     | —                     | —                     | —                     | —                     | 28                    | —                     | —                     | —                     | 38                    | 67                    | Dark Horse            |
| 2009 | "Burn It to the Ground"      | —                     | 15                    | —                     | 73                    | —                     | —                     | —                     | —                     | —                     | —                     | —                     | —                     | —                     | —                     | —                     | —                     | —                     | Dark Horse            |
| 2009 | "Never Gonna Be Alone"       | 58                    | —                     | —                     | 5                     | 25                    | 81                    | —                     | —                     | —                     | 37                    | —                     | —                     | —                     | —                     | —                     | —                     | —                     | Dark Horse            |
| 2009 | "Shakin' Hands"              | —                     | 13                    | —                     | —                     | 49                    | —                     | —                     | —                     | —                     | —                     | —                     | —                     | —                     | —                     | —                     | —                     | —                     | Dark Horse            |
| 2011 | "Bottoms Up"                 | 101                   | 11                    | 30                    | 12                    | —                     | —                     | —                     | —                     | —                     | —                     | —                     | —                     | —                     | —                     | —                     | —                     | —                     | Here and Now          |
| 2011 | "When We Stand Together"     | 48                    | —                     | —                     | 31                    | —                     | —                     | —                     | 89                    | —                     | —                     | —                     | —                     | —                     | —                     | —                     | —                     | —                     | Here and Now          |
| 2012 | "This Means War"             | —                     | 6                     | —                     | —                     | —                     | —                     | —                     | —                     | —                     | —                     | —                     | —                     | —                     | —                     | —                     | —                     | —                     | Here and Now          |
| 2012 | "Lullaby"                    | 89                    | —                     | —                     | 52                    | 58                    | 27                    | —                     | —                     | —                     | —                     | —                     | —                     | —                     | —                     | —                     | —                     | —                     | Here and Now          |
| 2014 | "Edge of a Revolution"       | 118                   | 2                     | —                     | 34                    | —                     | —                     | —                     | —                     | —                     | —                     | —                     | —                     | —                     | —                     | —                     | —                     | —                     | No Fixed Address      |
| 2014 | "What Are You Waiting For?"  | 102                   | —                     | —                     | 29                    | 40                    | 64                    | 38                    | —                     | —                     | —                     | —                     | —                     | —                     | —                     | —                     | 34                    | —                     | No Fixed Address      |
| 2014 | "Million Miles an Hour"      | —                     | 11                    | —                     | —                     | —                     | —                     | —                     | —                     | —                     | —                     | —                     | —                     | —                     | —                     | —                     | —                     | —                     | No Fixed Address      |
| 2015 | "She Keeps Me Up"            | —                     | —                     | —                     | 78                    | —                     | —                     | —                     | —                     | —                     | —                     | —                     | —                     | —                     | —                     | —                     | —                     | —                     | No Fixed Address      |
| 2015 | "Satellite"                  | —                     | —                     | —                     | 42                    | —                     | —                     | —                     | —                     | —                     | —                     | —                     | —                     | —                     | —                     | —                     | —                     | —                     | No Fixed Address      |
| 2015 | "Get'Em Up"                  | —                     | 40                    | —                     | —                     | —                     | —                     | —                     | —                     | —                     | —                     | —                     | —                     | —                     | —                     | —                     | —                     | —                     | No Fixed Address      |
| 2017 | "Feed The Machine"           | —                     | 14                    | —                     | —                     | —                     | —                     | —                     | —                     | —                     | —                     | —                     | —                     | —                     | —                     | —                     | —                     | —                     | Feed The Machine      |

### Outras canções
| Ano  | Canção                 | Posições nos gráficos | Posições nos gráficos | Posições nos gráficos | Álbum      |
| Ano  | Canção                 | EUA                   | CAN                   | RU                    | Álbum      |
| ---- | ---------------------- | --------------------- | --------------------- | --------------------- | ---------- |
| 2008 | "Never Gonna Be Alone" | 68                    | 69                    | —                     | Dark Horse |
| 2008 | "Shakin' Hands"        | —                     | 49                    | —                     | Dark Horse |

### Hits de sucesso
As músicas conseguiram o topo das paradas dos EUA e Canadá.
| Ano  | Single                     | Melhores Posições | Melhores Posições | Melhores Posições | Melhores Posições |
| Ano  | Single                     | Hot 100           | Main Rock         | Modern Rock       | Canadá            |
| ---- | -------------------------- | ----------------- | ----------------- | ----------------- | ----------------- |
| 2001 | "How You Remind Me"        | 1                 | 1                 | 1                 | 1                 |
| 2002 | "Too Bad"                  | 42                | 1                 | 6                 | 1                 |
| 2002 | "Never Again"              | -                 | 1                 | 24                | 1                 |
| 2003 | "Someday"                  | 7                 | 2                 | 4                 | 1                 |
| 2004 | "Figured You Out"          | 65                | 1                 | 4                 | 1                 |
| 2005 | "Photograph"               | 2                 | 1                 | 3                 | 1                 |
| 2006 | "Animals"                  | 97                | 1                 | 16                | -                 |
| 2006 | "Far Away"                 | 8                 | -                 | -                 | 1                 |
| 2006 | "Savin' Me"                | 19                | 11                | 29                | 1                 |
| 2007 | "Rockstar"                 | 6                 | -                 | -                 | -                 |
|      | Totais de Hits "Número Um" | 1                 | 6                 | 1                 | 8                 |

## DVDs e vídeos

### Videoclipes
| Ano  | Título                       | Diretor(es)      |
| ---- | ---------------------------- | ---------------- |
| 1996 | "Fly"                        |                  |
| 2000 | "Leader of Men"              | Ulf Buddensieck  |
| 2000 | "Old Enough"                 | James Cooper     |
| 2000 | "Worthy to Say"              |                  |
| 2001 | "How You Remind Me"          | Brothers Strause |
| 2002 | "Too Bad"                    | Nigel Dick       |
| 2002 | "Never Again"                | Nigel Dick       |
| 2003 | "Someday"                    | Nigel Dick       |
| 2004 | "Figured You Out"            | Uwe Flade        |
| 2004 | "Feelin' Way Too Damn Good"  | Martin Weisz     |
| 2005 | "Photograph"                 | Nigel Dick       |
| 2006 | "Savin' Me"                  | Nigel Dick       |
| 2006 | "Far Away"                   | Nigel Dick       |
| 2007 | "If Everyone Cared"          | Dori Oskowitz    |
| 2007 | "Rockstar"                   | Dori Oskowitz    |
| 2008 | "Gotta Be Somebody"          | Nigel Dick       |
| 2009 | "I'd Come for You"           | Nigel Dick       |
| 2009 | "If Today Was Your Last Day" | Nigel Dick       |
| 2009 | "Burn It to the Ground"      | Nigel Dick       |
| 2009 | "Never Gonna Be Alone"       | Nigel Dick       |

### Vídeos
| Ano  | Detalhes dos vídeos                                                            | Certificações (Vendas) |
| ---- | ------------------------------------------------------------------------------ | ---------------------- |
| 2002 | Live at Home - Lançado: 29 de Outubro de 2002 - Formato: DVD                   | - EUA: Ouro            |
| 2003 | The Videos - Lançado: 23 de Setembro de 2003 - Formato: DVD                    | - EUA: Platina         |
| 2004 | Road to Success - Formato: DVD                                                 |                        |
| 2005 | Photo Album - Lançado: 4 de Outubro de 2005 - Formato: DVD                     |                        |
| 2006 | Pictures - Lançado: 12 de Setembro de 2006 - Formato: DVD                      |                        |
| 2007 | The Ultimate Video Collection - Lançado: 23 de Novembro de 2007 - Formato: DVD |                        |
| 2008 | Live from Sturgis - Lançado: 1 de Dezembro de 2008 - Formato: DVD              | - EUA: Ouro            |

### Bootlegs
- 2001 - Almost Acoustic Christmas
- 2002 - Somewhere Close to Hollywood
- 2002 - High Voltage Live Radio Show
- 2003 - For Tribe Generation EP
- 2003 - Live in Toronto, Canada
- 2005 - Live in Maplewood, Minnesota

## Trilhas sonoras
| Ano  | Título                                                                        | Local                                   |
| ---- | ----------------------------------------------------------------------------- | --------------------------------------- |
| 2000 | "Old Enough"                                                                  | Book of Shadows: Blair Witch 2          |
| 2002 | "Yanking Out My Heart"                                                        | The Scorpion King                       |
| 2002 | "Hero" (feat. Josey Scott)                                                    | Spider-Man                              |
| 2003 | "Learn the Hard Way"                                                          | Daredevil                               |
| 2003 | "Saturday Night's Alright for Fighting" (cover de Elton John; feat. Kid Rock) | Charlie's Angels: Full Throttle         |
| 2004 | "Slow Motion"                                                                 | The Punisher                            |
| 2004 | "Someday"                                                                     | Torque                                  |
| 2007 | "Savin' Me"                                                                   | The Condemned                           |
| 2009 | "Burn It to the Ground"                                                       | Transformers: Revenge of the Fallen     |
| 2009 | "Burn It to the Ground"                                                       | WWE Raw                                 |
| 2009 | "Something in Your Mouth"                                                     | American Pie Presents: The Book of Love |
| 2009 | "Never Gonna Be Alone"                                                        | Caminho das Índias                      |